# セレクション柳人
『セレクション柳人』（せれくしょんりゅうじん）は、邑書林が出版している中堅川柳家の選集の叢書である。姉妹企画として『セレクション俳人』（全22巻、別冊1）、『セレクション歌人』（全33巻、番外1、別冊1）がある。

## 概要
全20巻および別冊、番外からなる。別冊を除く各巻の内容は、川柳500句および散文40枚に加え、作家論、略歴、初句索引など。体裁は四六判並製（平均120ページ）。
2006年3月11日、大阪で「セレクション柳人」発刊記念川柳大会が開催された。

## 全巻の構成
1. 赤松ますみ集
2. 石田柊馬集
3. 石部明集
4. 櫟田礼文集
5. いとう岬集
6. 小池正博集
7. 清水かおり集
8. 田中博造集
9. 筒井祥文集
10. なかはられいこ集
11. 野沢省悟集
12. 畑美樹集
13. 樋口由紀子集
14. 広瀬ちえみ集
15. 古谷恭一集
16. 細川不凍集
17. 前田一石集
18. 松永千秋集
19. 松本仁集
20. 渡辺隆夫集

番外 草地豊子集
別冊 セレクション柳論